# Quadrilatère d'or
 (décembre 2013).
Si vous disposez d'ouvrages ou d'articles de référence ou si vous connaissez des sites web de qualité traitant du thème abordé ici, merci de compléter l'article en donnant les références utiles à sa vérifiabilité et en les liant à la section « Notes et références ».

Son expression en bleu sur la carte.

Commencé en 1998 et presque terminé en 2008, le quadrilatère d'or fait partie d'un programme du développement des autoroutes nationales indiennes mené par la NHAI. En forme de diamant, il relie la mer d'Arabie et le golfe du Bengale en passant par les quatre plus grandes villes du pays : Bombay, Delhi, Calcutta et Chennai (ex-Madras). Son coût dépassera les 20 milliards d'euros. C'est le projet le plus ambitieux depuis la construction du réseau de chemins de fer par les Britanniques, au XIXe siècle. Par la suite, un réseau de grandes routes reliera les localités de plus de 1 000 habitants, ce qui comblera le fossé entre les zones urbaines et rurales.

## Villes reliées
| Delhi–Kolkata | Calcutta–Chennai | Chennai–Mumbai | Mumbai–Delhi |
| --- | --- | --- | --- |
| - Delhi - Faridabad - Palwal - Vrindavan - Mathura - Agra - Firozabad - Etawah - Kanpur - District de Fatehpur - Prayagraj - Varanasi - Chandauli - Mohania - Kudra - Sasaram - Dehri - Aurangabad - Sherghati - Dobhi - Chauparan - Barhi - Bagodar - Dhanbad - Asansol - Durgapur - Bardhaman - Calcutta | - Calcutta - Kharagpur - Bhadrak - Cuttack - Bhubaneswar - Brahmapur - Srikakulam - Visakhapatnam - Rajahmundry - Eluru - Vijayawada - Guntur - Ongole - Kavali - Nellore - Chennai | - Chennai - Sriperumbudur - Kanchipuram - Ranipet - Vellore - Pallikonda - Ambur - Vaniyambadi - Krishnagiri - Hosur - Bengaluru - Tumakuru - Sira - Chitradurga - Davangere - Ranebennur - Hubballi-Dharwad - Belagavi - Kolhapur - Karad - Satara - Pune - Panvel - Mumbai | - Mumbai - Silvassa - Vapi - Valsad - Navsari - Surat - Bharuch - Ankleshwar - Vadodara - Anand - Nadiad - Ahmedabad - Gandhinagar - Udaipur - Chittaurgarh - Ajmer - Jaipur - Gurgaon - Delhi |

## Achèvement
| No. | Section          | Longueur | Achevé le    | Source |
| --- | ---------------- | -------- | ------------ | ------ |
| 1.  | Delhi–Calcutta   | 1 453 km | 31 août 2011 |        |
| 2.  | Chennai–Bombay   | 1 290 km | 31 août 2011 |        |
| 3.  | Calcutta–Chennai | 1 684 km | 31 mai 2013  |        |
| 4.  | Bombay–Delhi     | 1 419 km | 31 août 2011 |        |
|     | Total            | 5 846 km | 31 mai 2013  |        |